# 塞马里亚
塞马里亚（Semaria），是印度中央邦Rewa县的一个城镇。总人口12325（2001年）。

## 人口
该地2001年总人口12325人，其中男性6599人，女性5726人；0—6岁人口2091人，其中男1116人，女975人；识字率59.59%，其中男性为69.07%，女性为48.66%。